# خشم کور
خشم کور (انگلیسی: Blind Fury) یک فیلم کمدی-اکشن آمریکایی محصول سال ۱۹۸۹ به کارگردانی فیلیپ نویس با بازی روتخر هاور، براندون کال، تری اوکوئین، لیسا بلونت، راندال تکس کوب و نوبل ویلینگهام است. این فیلم بازسازی مدرنی از (چالش زاتویچی Zatoichi Challenged)، و هفدهمین فیلم از سری فیلم ژاپنی زاتوایچی است.
داستان فیلم دربارهٔ نیک پارکر (هاور)، یک جانباز نابینا و شمشیردار جنگ ویتنام است که به ایالات متحده بازمی‌گردد و با پسر یک دوست قدیمی دوست می‌شود. پارکر تصمیم می‌گیرد به پسر کمک کند تا پدرش را پیدا کند که توسط یک سندیکای بزرگ جنایتکار ربوده شده‌است.

## مشروح داستان
در جریان جنگ ویتنام، سرباز آمریکایی، نیک پارکر، در پی انفجار یک خمپاره نابینا می‌شود. اهالی محلی او را نجات می‌دهند و پس از بازیابی سلامت جسمی، گرچه بینایی‌اش را از دست داده، آموزش می‌بیند تا با تقویت سایر حواسش، به شمشیربازی ماهر بدل شود.
بیست سال بعد، نیک به آمریکا بازمی‌گردد و به دنبال دوست قدیمی‌اش، فرانک دِوِرو، می‌گردد، اما درمی‌یابد که فرانک ناپدید شده است. نیک با بیلی، پسر فرانک، و لین، همسر سابق فرانک، دیدار می‌کند. دقایقی بعد، مأموران پلیس فاسدی که برای رئیس فرانک، کلود مک‌ریدی، کار می‌کنند، سر می‌رسند و بیلی را می‌ربایند تا از او به‌عنوان اهرم فشار بر فرانک استفاده کنند. نیک مانع آن‌ها می‌شود؛ مأموران کشته می‌شوند، بیلی بی‌هوش می‌شود و لین پیش از مرگ، که در اثر ضربهٔ اسلگ، یکی از نوچه‌های مک‌ریدی رخ می‌دهد، از نیک می‌خواهد بیلی را نزد پدرش در رینو، نوادا ببرد.
در ایستگاهی بین راه، نیک خبر مرگ مادر بیلی را به او می‌دهد. بیلی از نیک فرار می‌کند اما دوباره به دست اسلگ می‌افتد. نیک او را برای بار دوم نجات می‌دهد و رابطه‌ای صمیمانه بین آن دو شکل می‌گیرد.
در رینو، آن‌ها دوست‌دختر فرانک، یعنی انی را پیدا می‌کنند که موافقت می‌کند آن‌ها را نزد فرانک ببرد. پس از نجات‌یافتن از تلاشی دیگر برای آدم‌ربایی توسط افراد مک‌ریدی، انی پیشنهاد می‌دهد که به خانهٔ دوستش، کالین، پناه ببرند. سپس نیک را به کازینوی مک‌ریدی می‌برد، جایی که فرانک مجبور شده برای مک‌ریدی مواد مخدر طراح‌شده بسازد. انی نزد کالین بازمی‌گردد تا مراقب بیلی باشد و نیک برای نجات فرانک می‌رود. نیک و فرانک دوباره به هم می‌رسند؛ فرانک مادهٔ اصلی دارو را برمی‌دارد و آزمایشگاه را نابود می‌کند. آن‌ها با فرار از دست محافظان کازینو، به خانهٔ کالین بازمی‌گردند تا بیلی را به پدرش برسانند، اما کالین را کشته، بیلی و انی را ربوده و یادداشتی بر جا گذاشته‌اند که خواستار تحویل مواد مخدر در پنت‌هاوس کوهستانی مک‌ریدی در ازای آزادی بیلی و انی است.
با علم به این‌که تله‌ای در کار است، نیک و فرانک خود را با بمب‌های دست‌ساز ناپالم مجهز می‌کنند. آن‌ها همهٔ افراد مک‌ریدی را می‌کشند و به اتاقی می‌رسند که مک‌ریدی بیلی و انی را با اسلحه تهدید می‌کند. او برای کشتن نیک یک آدم‌کش ژاپنی استخدام کرده، اما نیک پس از نبردی شمشیری، او را در جکوزی با برق می‌کشد. اسلگ به شانهٔ نیک شلیک می‌کند، اما نیک شمشیرش را به سمت اسلگ پرتاب می‌کند و او را از پا درمی‌آورد. مک‌ریدی قصد دخالت دارد، اما فرانک جلویش را می‌گیرد. بیلی از طناب رها می‌شود و شمشیر نیک را برایش پرتاب می‌کند، اما شمشیر در جکوزی می‌افتد. در حالی که اسلگ برای برداشتن اسلحه‌اش تلاش می‌کند، نیک شمشیر آدم‌کش را برمی‌دارد، او را به دو نیم می‌کند و از پنجره به بیرون می‌اندازد.
فرانک با بیلی و انی دوباره پیوند می‌خورد و آن‌ها رهسپار سان فرانسیسکو می‌شوند. نیک بلیت خود را رها می‌کند و تصمیم می‌گیرد همراه آن‌ها نرود. بیلی به دنبالش می‌رود و می‌گوید که به او نیاز دارد، اما نیک پاسخ می‌دهد گرچه به او علاقه دارد، باید نزد پدرش برگردد. نیک از خیابان عبور می‌کند و همزمان با عبور یک اتوبوس، ناپدید می‌شود. بیلی که از رفتن نیک اندوهگین است، یک دایناسور اسباب‌بازی را از روی پل پرتاب می‌کند و نیک آن را می‌گیرد. بیلی برای آخرین بار او را صدا می‌زند و می‌گوید که دلش برایش تنگ خواهد شد. فرانک می‌رسد و بیلی را در آغوش می‌کشد. نیک، با لبخند یا اشکی در چشم، عینک آفتابی‌اش را می‌زند، دایناسور را در دست چپ (که در آتل است) نگه می‌دارد و به سوی دوردست گام برمی‌دارد.